# Eva Yerbabuena
Eva Yerbabuena, all'anagrafe Eva María Garrido García (Francoforte sul Meno, 1970), è una danzatrice spagnola di flamenco.
Ha formato la sua compagnia di danza nel 1998, ha vinto il Premio Nazionale di Danza di Spagna (Premio Nacional de Danza) nel 2001 e il Laurence Olivier Award per l'eccellenza nella danza nel 2025. È considerata una delle principali ballerine di flamenco.

## Biografia
Yerbabuena è nata a Francoforte nel 1970, ma quindici giorni dopo la sua nascita è stata portata dai suoi genitori nella loro città natale di Ogíjares, a Granada, dove è cresciuta con i nonni fino all'età di dieci anni. All'età di 11 anni ha iniziato la sua carriera di ballerina prendendo lezioni di flamenco. All'età di 12 anni ha iniziato a ballare con Enrique "El Canastero", Angustillas "La Mona" e Mario Maya. La sua carriera professionale è iniziata quando aveva 15 anni.
Ha studiato arti drammatiche con Juan Furest e Jesús Domínguez. Successivamente, si è recata a Cuba per imparare coreografia presso il maestro Johannes García. Le venne dato il nome "Yerbabuena" da un amico, Francisco Manuel Díaz, in seguito ad un cantante di flamenco di nome Fransquito Yerbabuena. Ha collaborato con Manolete, Merche Esmeralda, Javier Latorre, Joaquín Cortés, Mikhail Baryshnikov e Pina Bausch. La Eva Yerbabuena Ballet Flamenco è stata fondata nel 1998 con suo marito Paco Jarana come direttore musicale.
È sposata con il chitarrista Paco Jarana, che prende parte ai suoi spettacoli in qualità di musicista e compositore. La coppia ha due figlie.

## Carriera

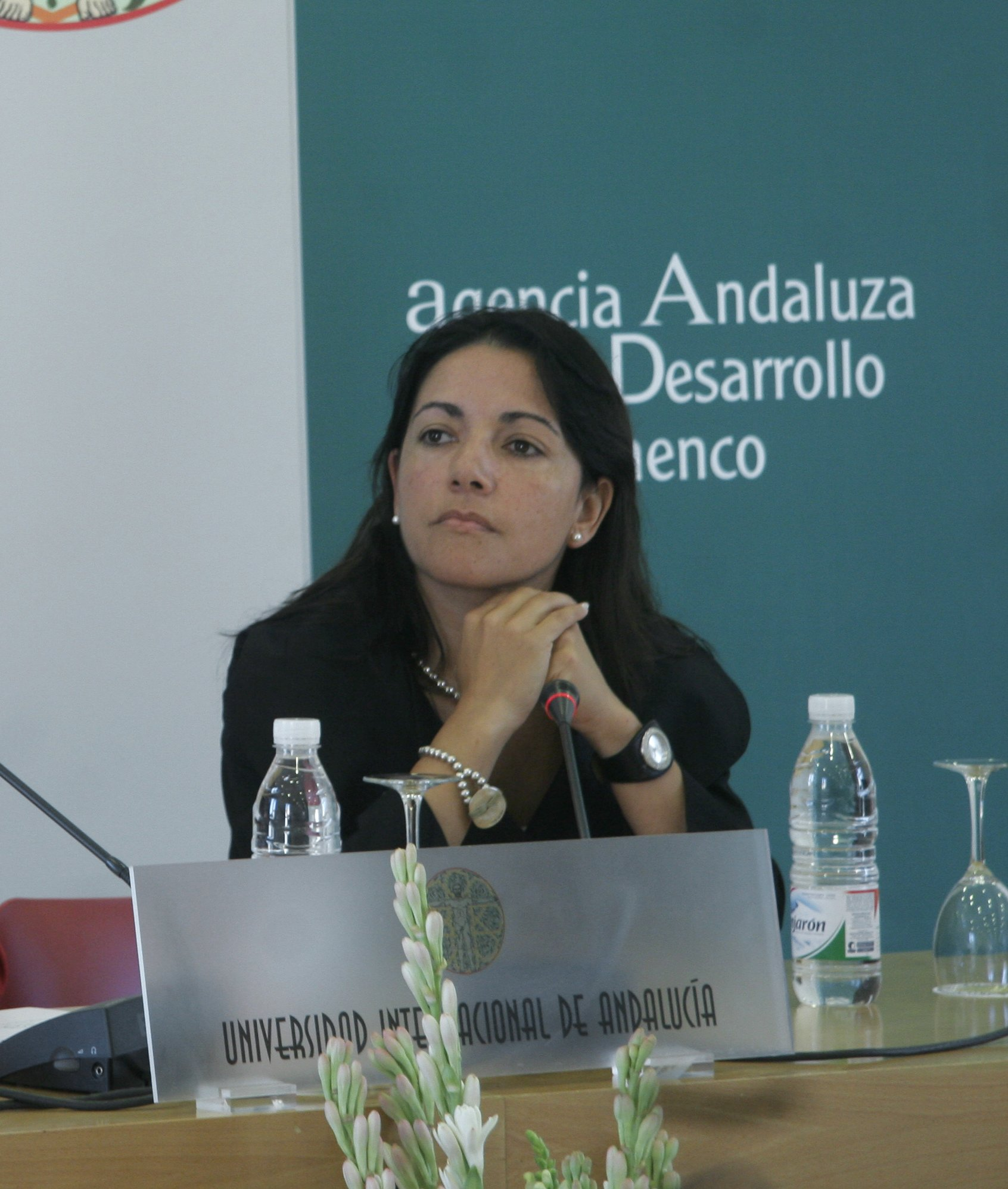
Eva la Yerbabuena in una conferenza nel 2007

Nel 1985, ha iniziato a lavorare nella compagnia di Rafael Aguilar per lo spettacolo Diquela de la Alhambra. Nel 1987 è entrata a far parte della compagnia di Paco Moyano, con la quale ha interpretato Ausencia, A tomar café e De leyenda.
Negli anni '90 ha fatto parte della compagnia di ballo in La fuerza del destino, di Javier Latorre e nel balletto El amor brujo di Manolete. Inoltre, ha fatto preso parte a Mujeres, di Merche Esmeralda e ha lavorato con Joaquín Cortés nello spettacolo Jóvenes Flamencos.
Nel 1997 ha ideato la coreografia dello show La garra y el ángel.
Nel 2000 ha debuttato in 5 mujeres 5 al Teatro Lope de Vega di Sivigli durante l'undicesima Bienal de Flamenco. È stato il suo primo lavoro "con una tematica" che ha coreografato, ed è stato anche il primo lavoro per cui ha assunto un regista, Hansel Cereza, di La Fura dels Baus.
Nel 2002 ha partecipato alla seconda edizione del Flamenco Festival tenutosi a New York. Nell'ottobre dello stesso anno, debuttò con La voz del silenzio alla dodicesima Bienal de Flamenco. Lo spettacolo, diretto da Cereza, ha unito la poesia di Pablo Neruda e di Luis Cernuda con la musica e la danza di flamenco.
Nel 2004, sempre come partecipante della Bienal de Flamenco de Sevilla, debuttò con il suo quarto spettacolo A cuatro voces.
Nel 2005, ha partecipato al festival Fall for Dance di New York.
All'inizio del 2006 è stata in tournée in Asia e Oceania, esibendosi nei teatri di Hong Kong, Tokyo e Nuova Zelanda. Nell'ottobre dello stesso anno presenta El huso de la memoria alla quattordicesima Bienal de Flamenco. Questo lavoro è stato anche esposto al London Flamenco nel 2007. Yerbabuena ha partecipato di nuovo a questo festival nel 2009 con Lluvia e Ay! nel 2013
Nel 2016 ha presentato in anteprima Apariencias al Festival del Jerez.
Eva Yerbabuena ha lavorato anche nel cinema. Nel 1997 prese parte al documentario Flamenco Women, diretto da Mike Figgis. Nel 2001, ebbe una parte nel film Hotel, dello stesso regista.

## Filmografia
Nel 1997 è apparsa nel documentario di Mike Figgis,Flamenco Women. Nel 2001 è apparsa nel film di Figgis, Hotel. Ha anche partecipato a Pulse: A Stomp Odyssey (2002) eseguendo una Petenera con il chitarrista Paco Jarana che Variety ha descritto come "showstopper" del film.

## Premi
Nel 1999, 2000 e 2001, ha vinto il premio "Flamenco Hoy" come miglior ballerina di flamenco assegnato dalla "Crítica Nacional de Flamenco".
Nel 2000 le è stato conferito il premio "Mejor Compañía" dal "Flamenco Hoy".
Nel 2000 ha ricevuto il premio “Revelación” da “El Público de Canal Sur”.
Nel 2001 ha vinto il National Dance Award .
Nel 2002 riceve il Premio Giraldillo alla miglior ballerina.
Nel 2003, ha vinto il Time Out Award.
Nel 2005, ha ricevuto il premio "Mejor Intérprete de Danza e Mejor Espectáculo de Danza por Eva, a cal y canto" ai Max Awards.
Nel 2007 le è stata conferita la “Medalla de Andalucía”.